# Serhii Ciuhrai
Serhii Ciuhrai (n. 31 mai 1955, Kuibîșevka-Vostocinaia, RSFS Rusă, URSS) este un canoist ce a reprezentat Uniunea Republicilor Sovietice Socialiste, medaliat olimpic. A participat la 2 ediții ale Jocurilor Olimpice (1976, 1980) în care a câștigat 3 medalii de aur.